# Bien común (economía política)
Se entiende por bien común un concepto complejo que abarca, tiene aplicación o relevancia en áreas de la sociología, la política, la filosofía, la economía o el derecho, entre otros.
Además hay dos concepciones generales acerca de bienes: la de la tradición jurídica, que expresa en el concepto de dominio público -bien jurídico- referido a las cosas, materiales o no, sobre las cuales las personas tienen un derecho de uso reconocido por la ley y la de tradición económica -bien económico- cosas que son útiles a quienes las usan o poseen. De esto se podría inferir que un bien común es aquella cosa que es propiedad o de beneficio -ya sea económico o no- de una comunidad. 
Así la concepción más amplia o general de bienes comunes es, intuitivamente, que son aquellos que se producen, se heredan o se transmiten en una situación de comunidad. Históricamente, lo común es aquello que surge de la comunidad y por lo tanto, estos bienes pertenecen y responden al interés de todos y cada uno de sus miembros, comuneros o ciudadanos.

## Consideraciones político-económicas
Se ha alegado que hay una confusión general acerca del concepto, sobre el cómo concebirlo y estudiarlo e incluso a qué nivel se aplica. Por ejemplo, Vercelli aduce: "Estas investigaciones muestran la heterogeneidad y diversidad de las discusiones y los análisis de los bienes comunes. En este sentido, estos bienes pueden referirse a temas tan diversos como la integridad física, biológica o moral de las personas, a los bienes intelectuales, a los recursos naturales, al desarrollo energético, a la salud, a biodiversidad, a la distribución de la riqueza, al acceso a la cultura, al medio ambiente o, entre muchos otros, al derecho de las generaciones futuras. Estos bienes no están solo circunscritos al patrimonio, la hacienda o la riqueza de una persona física o jurídica. También pueden traducir valores e intereses a nivel social o comunitario. En igual sentido, las tensiones que estos bienes generan pueden ubicarse a nivel local, regional o global. A su vez, la diversidad y heterogeneidad de las tensiones sobre los bienes comunes crece exponencialmente con el cambio tecnológico".
Entre esas confusiones hay dos que conviene destacar: la de bienes comunes correspondiendo a una categoría especial de bienes o necesidades y la de los bienes comunes como propiedad estatal o fiscal.
Acerca de la primera Friedrich von Wieser planteó: “Generalmente se asume que el objeto de una economía individual es el servicio de las necesidades del individuo... Y que la economía de una comunidad satisface las necesidades comunes o colectivas -es decir, aquellas que son experimentadas por individuos como miembros de una comunidad.... La economía de un Estado, por lo tanto, provee las necesidades del Estado, en otras palabras, esas necesidades experimentadas por los ciudadanos de un estado en consideración de su conexión cívica entre ellos.". Sin embargo Wieser rechaza esa concepción alegando que “atender a las necesidades individuales es indudablemente personal al más alto grado, pero el volumen de las actividades individuales ha sido incluido en los intereses comunes (commonwealth) desde tiempos inmemoriales. En el estado 'comunístico' el cargo de proveer por la suma total de las necesidades individuales recaería completamente en la economía del estado sin que esas necesidades hayan cambiado en absoluto. Debe ser, por lo tanto, alguna circunstancia que no pertenece a la naturaleza de la necesidad la que determina la división de la esfera económica”.
Wieser encuentra esa diferencia en, por un lado, la intención de los actores de maximizar beneficios (la capacidad de los individuos “es extraordinariamente aumentada cuando los hombres han aprendido a hacer uso de la división y cooperación del trabajo”) y el deseo de obtener resultados que no se pueden obtener individualmente.  Sin embargo, y aun cuando Wieser reconoce explícitamente la existencia de una “economía comunal”, a continuación procede como si tal categoría fuera equivalente a la de “economía estatal”. Para él, toda actividad económica da origen a gastos, gastos que en el caso de las actividades comunes o sector público, son administrados por el Estado y por ende, son propiedad de su propiedad. Por ejemplo, Wieser argumenta que “Las calles de un pueblo no serían de utilidad para el propósito del tránsito si no fueran usables sin pago, esto hace imposible que cualquier ciudadano retenga rutas públicas para su propio beneficio. El mismo principio se mantiene en todos los casos en los cuales los bienes, cuya producción coste algo, deben ser ofrecidos al público sin cargo, bienes casi libres, como los denomina Menger. Muchos proyectos también, a pesar que son demandados por el interés público, solo ofrecen una promesa de ganancias en el futuro distante, tan distante que en realidad no se puede esperar que algún individuo espere por él...”. 
Es quizás a ese tratamiento al que se puede trazar la segunda confusión. Sin embargo, en esta área Von Wieser es aún más claro y escribe: "Además de las economías privadas existen varias 'economías comunales' (Gemeinwirtschaften en el original). Limitaré mis investigaciones a la más importante de la 'economía comunal' (gemeinwirtschaft), la del Estado". Sin embargo, ha sido traducido al inglés reemplazando las palabras enfatizadas con, respectivamente, las palabras public economies (economías públicas) y social economies (economías sociales) lo que tiene como resultado distorsionar el sentido de lo que Von Wieser está diciendo. Esta confusión se ve aumentada cuando Von Wieser se refiere al origen de la öffentliche Unternehmung -traducido correctamente como «empresa pública»- en la necesidad de proveer bienes y servicios que los individuos o el público no puede comprar a precios de producción privados y que, en consecuencia y en su opinión, deben ser proveídos por el Estado.
Tomando en cuenta lo anterior y siguiendo la percepción de Von Wieser, parecería posible clasificar los bienes, como describe Paul A. Samuelson -tradicionalmente acreditado como el primer economista en desarrollar la teoría moderna de los "gastos públicos"- en su obra The Pure Theory of Public Expenditure, en dos grandes categorías: bienes “de consumo privado” y “bienes de consumo colectivo" (bienes que todos gozan en común en el sentido que el consumo individual de tal bien no conduce a disminución del consumo de ese bien por ningún otro individuo). Samuelson, en la misma obra, sugiere que los bienes colectivos no pueden ser tratados desde el punto de vista del cálculo económico como los bienes privados, dado que “ningún sistema de precios descentralizado puede servir para determinar óptimamente los niveles de consumo colectivo” lo que ocasiona la “imposibilidad de una solución espontánea descentralizada” a los cálculos envueltos para establecer un uso óptimo de esos bienes. Consecuentemente avanza e introduce un grupo de ecuaciones que él considera constituyen las condiciones de “una teoría pura de gastos de gobierno en bienes de consumo colectivo”. 
Esta aproximación ha sido criticada como percibiendo lo común como un club, el cual provee a sus miembros con beneficios y facilidades pero basada en costos a ser compartidos. Sin embargo, supone un punto que vale la pena considerar. En efecto, no es necesario aceptar que toda actividad económica comunal se basa o requiere una inversión o gasto original o estatal para percibir que por lo menos algunas lo requieren, y alguien tiene que solventar ese gasto.
Adicionalmente, y a partir de esa percepción de lo común como estatal, algunos estudiosos han sugerido que no están sujetos a restricción o control alguno, y, por lo tanto, expuestos a abuso: “Si la tierra no es posesión de alguien, a pesar que formalmente se pueda llamar propiedad pública, es utilizada sin consideración a las desventajas resultantes. Aquellos que están en la posición de apropiarse a sí mismo de las ganancias -madera y caza de las forestas, peces de las áreas de aguas y depósitos minerales del subsuelo- no se preocupan de los efectos posteriores de su explotación. Para ellos, la erosión del suelo, deplección de los recursos no renovables y otras discapacitaciones de utilizaciones futuras son costos externos que no entran en sus cálculos de ingresos y producción. Cortan árboles sin considerar sus reemplazos o la reforestación. En la pesca y la caza no vacilan en utilizar métodos que previenen la repoblación de las fuentes de pesca o caza.”.
Sin embargo no es necesario que lo común sea equivalente a carente de regulación o control. Elinor Ostrom argumenta que no solo no es el caso sino que “los que utilizan los recursos (comunes) frecuentemente desarrollan sofisticados mecanismos de decisión y reforzamiento de reglas para manejar conflictos de interés, y caracteriza las reglas que promueven resultados positivos”
A partir de esas observaciones, los economistas modernos sugieren que los bienes se pueden categorizar en cuatro grandes grupos en función de dos propiedades esenciales: rivalidad y excludibilidad:
1. Bienes privados, aquellos que poseen tanto rivalidad como excludibilidad.
2. Monopolios naturales[17] o bienes de empresa pública[18] o de pago por uso:[19] aquellos que poseen excludibilidad pero no rivalidad (por ejemplo, peaje).
3. Bienes públicos o bienes públicos puros: aquellos que no poseen ni excludibilidad ni rivalidad (aire, aguas de lluvia, conocimiento, etc.).
4. Bienes comunes[20] o recursos comunes, aquellos que poseen rivalidad pero no excludibilidad.

Tomando en cuenta todo lo anterior parece natural concebir los bienes comunes en un sentido amplio como correspondiendo tanto a los “monopolios naturales” (bienes de “empresas públicas” o “pago por uso”), como los “públicos puros” y los “recursos comunes”. Es decir, como siendo “bienes que todos -parafraseando tanto a Samuelson como a Ostrón- gozan en comunidad” pero con la consideración que tal goce común no implica en todos los casos ni uso sin límite o control ni ausencia de costos o de necesidad de inversión.
Dentro de ese interés general, un importante aspecto es la atención a lo que podría llamar “bienes no materiales” entendidos, por ejemplo, como “el conjunto de valores, percepciones compartidas y expectaciones que se establecen en la mente de los empresarios, trabajadores y políticos y que dan forma a sus comportamientos como actores económicos”, basado en la sugerencia de que “países con una ideología comunitaria coherente” son capaces de adaptarse mejor a las presiones de la competitividad internacional.". Es importante notar que esta percepción no excluye explícitamente la idea del bien común como propiedad estatal, pero la restringe, enfatizando la cooperación social. Las ideologías comunitarias más exitosas son aquellas que: “restringen el gasto gubernamental y la regulación excesiva pero aumentan el alcance de la cooperación entre los gerentes, los trabajadores y el gobierno”.
Este renovado interés no solo proviene de estudios de la realidad económica mundial, sino de una revisión de lo que se entiende como una estrategia exitosa -o racionalidad- económica a partir de examinar de nuevo el «dilema del prisionero». De acuerdo a Axelroad, la estrategia más exitosa en una situación de múltiples “juegos” o encuentros económicos -más realista, en el sentido que en la práctica es probable que los mismos actores económicos se encuentren una y otra vez, estableciendo relaciones y realizando intercambios que se pueden extender por décadas- es la de cooperar mientras el otro actor reciproque (si A toma ventaja de B hoy, B retaliará algún día en el futuro. Pero si A coopera hoy, es posible que B también coopere en el futuro. Si A y B establecen una relación mutua de cooperación, ambos se beneficiaran más a largo plazo que si compiten.
Sin embargo, conviene recordar aquí la extrictura de Wieser. Parafraseando, así como lo común no es una característica derivada de las necesidades tampoco lo puede ser de los bienes mismos. A pesar de que algunos son obviamente más adecuados a la posesión, administración y usufructo común, no todos esos bienes son efectivamente administrados o poseídos comunalmente. Por ejemplo, y contrario a la aserción de Wieser, no todas las rutas, calles, puentes o ferrocarriles son de propiedad pública, comunal o estatal. Pero igualmente, no todos los bienes de consumo que poseen tanto excludibilidad como rivalidad, son de propiedad privada o producidos privadamente, por ejemplo, medicinas en países que poseen sistemas médicos socializados.

## Consideraciones sociales
El concepto de comunidad es igualmente complejo, poseyendo diferentes significados y niveles de análisis, tanto políticos como religiosos, económicos, antropológicos y sociológicos. La palabra misma deriva del latín communitas, un término general para referirse tanto a un sentido de pertenencia como a una sociedad organizada.
Una de las tensiones básicas en tentativas de una definición más específica del concepto es el problema de si una comunidad requiere o implica un acuerdo explícito entre sus miembros. Por ejemplo, dos de las definiciones que la RAE ofrece se diferencian principalmente en esa base: la comunidad como conjunto de personas “de un pueblo, región o nación” y la de “conjunto de personas vinculadas por características o intereses comunes.”
El concepto ha ocasionado muchos debates. Por ejemplo, a mediados de 1950 existían noventa y cuatro definiciones del término solo en el área de la sociología. La mayoría de estas, quizás bajo la influencia de Ferdinand Tönnies privilegian para esa concepción la organización alrededor de valores compartidos en unidades mayores que una familia. Así, por ejemplo, Max Weber se refiere a “relaciones sociales comunales” como “basadas en un sentido subjetivo de las partes, ya sea de afección o tradicional, que pertenecen” y “relaciones sociales asociativas” como descansando en “un ajuste racional de intereses o arreglos con motivos similares”.
Como se ha sugerido, esta percepción se puede trazar a la obra de Tönnies, quien propone en Gemeinschaft und Gesellschaft (1887) una clasificación de grupos sociales en dos grandes categorías: Gemeinschaft — a menudo traducido como comunidad— y que se refiere a grupos basados en “sentimientos de pertenencia y lazos mutuos” que se sienten como objetivos a ser mantenidos y Gesellschaft — a menudo traducido como "sociedad" o "sociedad organizada"—, que alude a grupos formados en base al interés propio, siendo por lo tanto, agrupaciones instrumentales a fin de obtener ciertos beneficios u objetivos. Tönnies agrega que en la realidad pocos grupos son puramente de un tipo o el otro, la mayoría de los casos siendo una mezcla de ambos aspectos.
Entre los aspectos desde los que se pueden analizar esos valores compartidos están los de capital social y cohesión social. L.J. Hanifan's fue uno de los primeros en usar el término capital social en su The rural school community center)- definiéndolo como “no me refiero al edificio o la propiedad personal o dinero, sino más bien a aquello que hace que esas cosas tangibles sean de importancia en la vida diaria de la gente, es decir, buena voluntad, sentido de humanidad (fellowship en el original), simpatía mutua y relaciones sociales entre un grupo de individuos y familias que forman una unidad social... Si alguien entra en contacto con sus vecinos y ellos con otros vecinos, habrá una acumulación de capital social, que puede satisfacer inmediatamente sus necesidades sociales y que puede crear las bases de un potencial social suficiente para la mejora substancial de las condiciones de vida de la comunidad entera. Toda esa comunidad se beneficiara por la cooperación de cada una de sus partes, mientras el individuo encontrara en su asociación las ventajas de la ayuda, la simpatía y la compañía de sus vecinos”.
El término coherencia social es más reciente pero ha tenido una amplia aplicación en situaciones en la cual una comunidad está integrada por elementos que se diferencian culturalmente. Se refiere al “adhesivo” o atractor que hace que los miembros de una comunidad o sociedad deseen integrarse o se perciban como miembros una comunidad a pesar de reconocer -y no solo aceptar pero valorar- diferencias entre ellos. En otras palabras, se refiere a la confianza que los miembros de diferentes grupos (por ejemplo, un grupo minoritario en relación con uno mayoritario) o individuos que se perciban como diferente a un grupo tengan la garantía que el otro grupo respetara y aceptara sus diferencias, lo que a su vez promueve la creación o aceptación de valores comunes y la integración a un grupo más amplio. Así, por ejemplo, en el 2003, el Runnymede Trust proclamó el “Año de la Cohesión”, en el contexto de, por un lado, integrar inmigrantes musulmanes al resto de la población del Reino Unido al mismo tiempo que, por el otro, posibilitar la mantención por esos inmigrantes de sus percepciones culturales y religiosas. La sugerencia es que las comunidades modernas no solo no pueden sino exhibir diversidad cultural sino que se beneficien de ella, en la medida que tal diversidad incrementa las alternativas u opciones disponibles -y aceptadas- para enfrentar problemas y situaciones cada día más complejas.
Así se puede sugerir que ambos conceptos representan dos caras complementarias de una comunidad real. Mientras Tönnies solo contempló los aspectos cohesivos tanto a nivel comunitario como social (considerando el conflicto social como una patología, lo que es enfatizado por la idea de capital social) la realidad es que toda comunidad tendrá algunas contradicciones y tensiones, conflictos que pueden, si son manejados apropiadamente, ser instrumentos no solo de cambio sino también de mejora.
Un otro aspecto a destacar es la extensión física de la comunidad. Muchos consideran que estas comunidades existen en alguna localización más o menos específica o restringida. Por ejemplo Joseph E. Stiglitz escribe: “Los mercados, gobiernos e individuos son tres de los pilares de una estrategia de desarrollo exitosa. Un cuarto pilar son las comunidades, gente trabajando juntos, a menudo con ayuda de la administración del gobierno u Organizaciones No Gubernamentales. En muchos países en desarrollo, mucha de la acción colectiva importante es a nivel local.”. Sin embargo, esta concepción de comunidad como poseyendo una localización específica ha comenzado a cambiar, con la introducción de las comunidades virtuales. 

## Presente
Vercelli sugiere una redefinición del concepto de bienes —'bien / bienes' indica aquello que tiene [o puede tener] un valor, un interés, una utilidad, un mérito y que, a su vez, recibe [o puede recibir] protección jurídica— y propone una concepción tripartita de bienes comunes basada en la 'calidad' de los bienes, las 'leyes aplicables' a cada bien y el 'carácter' que pueden adquirir los bienes.
La 'calidad' como sistema de clasificación se deriva de la concepción del sistema legal romano y se refiere a las características que definen la constitución, de los bienes, su composición básica, elemental, o alternativamente, a aquello que permite juzgar su valor en alguna de sus formas. Se basa en criterios absolutos y naturalistas, por ejemplo, un río es, por definición, agua corriente, y, como tal, ningún individuo lo puede poseer sin que deje de ser río como tal. Lo mismo se puede decir de animales salvajes o peces en el mar. Igual se puede decir de cosas comunales: la fuente de agua de la ciudad no puede ser propiedad individual de algún individuo sin que deje de ser “de la ciudad”. Esta clasificación tradicional permite ubicar los bienes dentro de una arquitectura jurídico-política concreta (por ejemplo, aquellas derivadas del derecho romano) y, de allí, determinar cuáles serán las leyes aplicables, sin embargo, conviene considerar que estos criterios absolutos se han relativizado debido a constantes tensiones, negociaciones y luchas por la clasificación, acceso y control de los bienes. En el presente, la clasificación básica general de los bienes es entre bienes físicos o materiales y bienes no físicos o intelectuales. A la calidad material y la calidad intelectual descritas se le aplican leyes que corresponden a diferentes ramas jurídicas. Por ejemplo, a los bienes materiales se les aplican las leyes que expresan los 'derechos de propiedad' o dominio, mientras que a los bienes intelectuales se les aplican los 'derechos intelectuales'. Esta diferencia inicial tiene importantes consecuencias jurídicas, dado que afecta directamente las formas en que se regulan las relaciones entre las personas dentro de los sistemas jurídico-políticos. Específicamente, regula las relaciones que tanto personas como los diferentes grupos sociales pueden mantener con los bienes. 
Una vez definida tanto la calidad de un bien (material e intelectual) como definidas o decididas las leyes aplicables en cada caso, es necesario considerar el 'carácter' que pueden adquirir estos bienes, es decir, el conjunto de circunstancias, formas o estilos distintivos que les son atribuidos. Esto incluye el conjunto de signos, marcas, sellos, etc., que se imprimen o depositan sobre un bien. Es decir, el carácter de un bien permite definir el significado social de cada bien, el conjunto de circunstancias y percepciones que lo rodean, sus condiciones de producción, sus soportes legales y/o sociales, sus formas de circulación, acceso o disponibilidad, etc.
A partir de lo anterior Vercelli propone una clasificación de los bienes comunes, primero en un división entre los bienes materiales (aquellos que en la actualidad se caracterizan por ser limitados, finitos, agotables, consumibles, depredables, que compiten unos con otros y están basados en una economía de la escasez) y, segundo, los intelectuales (ilimitados, infinitos, inagotables, no consumibles, no depre-dables, bienes que no entran en contradicción entre sí y que están basados en una economía de la abundancia, que son comunes puesto que cualquier integrante de una comunidad puede disponer de ellos de forma directa, inmediata y sin mediaciones) y, posteriormente, en las siguientes categorías:
- Bienes materiales privados: aquellos que tienen un propietario único y definido. Vale decir, cuando una persona [física o jurídica, incluyendo el estado] es el titular de sus derechos exclusivos de propiedad.

- Bienes materiales públicos: aquellas cosas que estando bajo titularidad de un Estado [Nacional, Provincial o Municipal] se consideran pertenecientes a toda la comunidad por medio del sistema de representación política. Si bien el destino de estos bienes es el uso público, el ejercicio de los derechos sobre el bien queda siempre sujeto a la reglamentación gubernamental que lo habilite, admita y, sobre todo, que lo gestione.

- Bienes materiales comunes: aquellos que surgen de una situación de comunidad - que puede estar más o menos determinada- El carácter común puede surgir 'por defecto' de la legislación o 'por contrato' a través de la autonomía de la voluntad. El carácter común se da por 'defecto' cuando surge de la legislación y se aplica a la generalidad de los casos y su situación de comunidad es bastante indeterminada.

- Obra o bien intelectual privativo: aquel cuyo autor o titular derivado mantiene la reserva de todos sus derechos de autor y no permite a los usuarios, o a la comunidad en general, más usos que los reconocidos como excepciones y limitaciones a sus derechos en las leyes [por ejemplo, el derecho de cita, usos justos, honrados].

- Obra intelectual pública: aquellas producida por un Estado o, en términos técnicos, creada por las personas físicas bajo relación de dependencia y en cumplimiento de sus funciones gubernamentales o administrativas.

- Obra intelectual común: aquella que ofrece a los usuarios y miembros de las comunidades de forma directa, inmediata y sin necesidad de solicitar permiso, la posibilidad de acceder, usar, copiar, distribuir y disponer de ella de acuerdo a mayores o menores limitaciones. De acuerdo a esas limitaciones, las obras intelectuales comunes pueden ser abiertas o libres.

- Obras intelectuales comunes abiertas: aquellas que, en el momento de ser compartidas con las comunidades, sus autores o titulares derivados han decidido limitarlas en función de la explotación comercial o a la capacidad de generar obras derivadas sobre esa obra.

- Obras intelectuales comunes libres: aquellas que, en el momento de ser compartidas con las comunidades, sus autores o titulares derivados han decidido liberarlas, es decir, permitir que los usuarios puedan usar la obra intelectual con cualquier propósito o finalidad, que puedan estudiarla y adaptarla a sus necesidades, que puedan copiar las obras y distribuirlas y que puedan derivar la obra y publicar estas obras derivadas. Generalmente incluyen una condición que las obras derivadas de la obra original continúen también bajo la misma licencia o que continúen teniendo el mismo carácter común libre.